# Porte Caelimontane
La Porte Caelimontane (latin : Porta Caelimontana) est une des portes de la Rome antique, dans le mur servien, située entre la Porte Querquétulane et la Porte Capène. Elle est reconstruite au début du Ier siècle et prend la forme d'un arc de triomphe romain : l'arc de Dolabella et Silanus (en latin : Arcus Dolabellae et Silani).

## Localisation
La porte se trouve sur le Caelius, au sommet du Clivus Scauri, à l'angle nord de la caserne des pérégrins, sur le tracé de l'aqueduc de l'Aqua Marcia, près de l'actuelle église de Santa Maria in Dominica.

## Histoire
En 10 ap. J.-C., la porte est reconstruite par les consuls Publius Cornelius Dolabella et Caius Junius Silanus, sous la forme d'un arc de triomphe. L'arc est probablement construit à l'occasion de la restauration du réseau d'aqueducs de la ville décidée par Auguste, comme l'arc de Lentulus et Crispinus, pour soutenir un tronçon de l'aqueduc de l'Aqua Marcia. Il est ensuite réutilisé par Néron lorsqu'il fait construire l'arcus Neroniani, branche de l'aqueduc de l'Aqua Claudia.

## Description
L'arc à une baie est fait de travertin et soutient une branche de l'aqueduc de l'Aqua Marcia. Le passage voûté est large de 4 mètres et haut de 6,56 mètres. Des blocs de tuf de Grotta oscura, typiques des matériaux utilisés pour l'enceinte servienne, ont été retrouvés sous le pilier nord. L'arc est décoré de deux corniches et l'attique porte une inscription donnant l'identité des commanditaires.
| Transcription de l'inscription |
| --- |
| P. CORNELIVS P.F. DOLABELLA C. IVNIVS C.F. SILANVS FLAMEN MARTIAL(IS) CO(N)S(VLES) EX S.C. FACIVNDVM CVRAVERVNT IDEMQVE PROBAVERVNT |

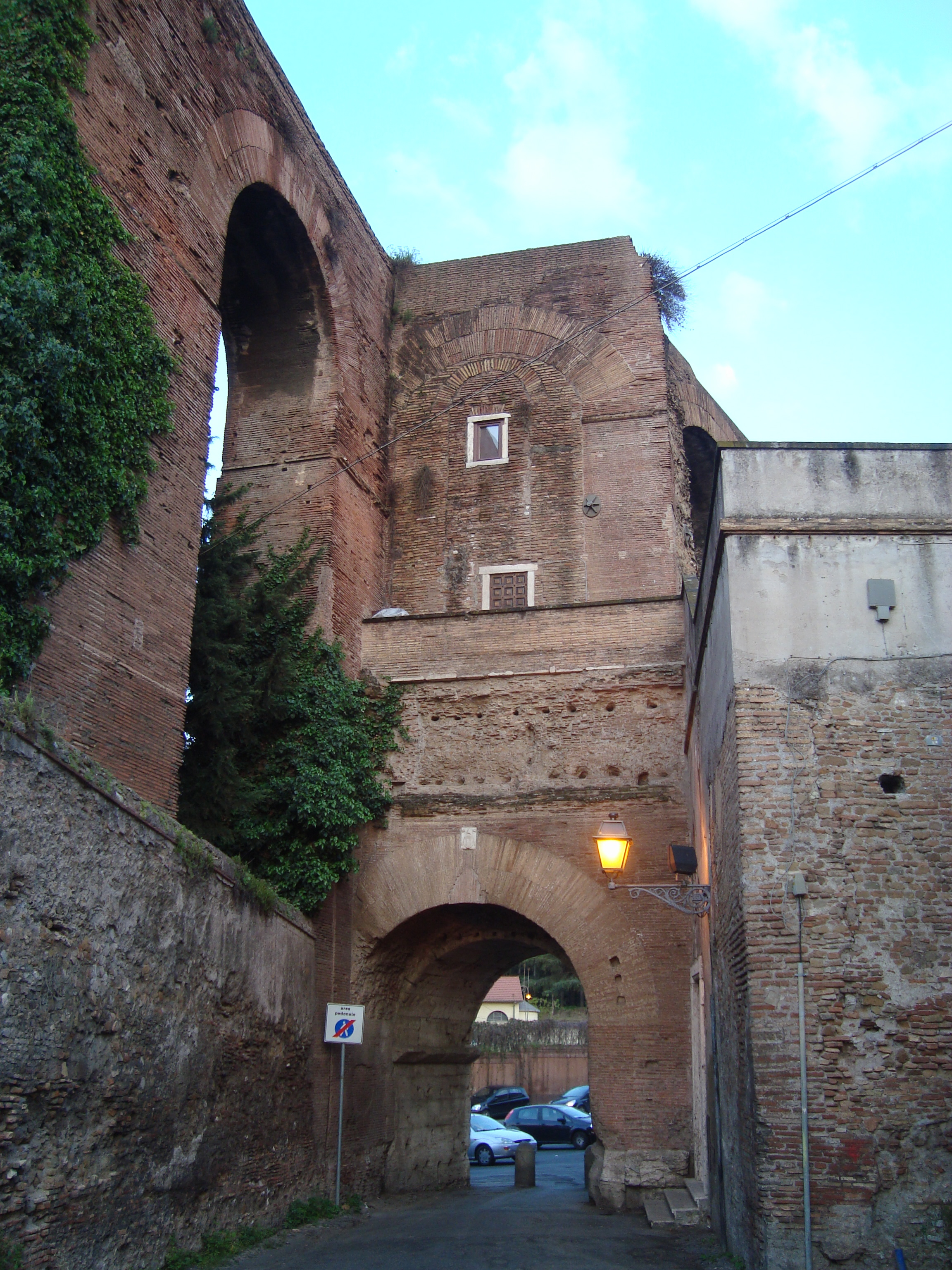
Porte Caelimontane vue de l'intérieur.
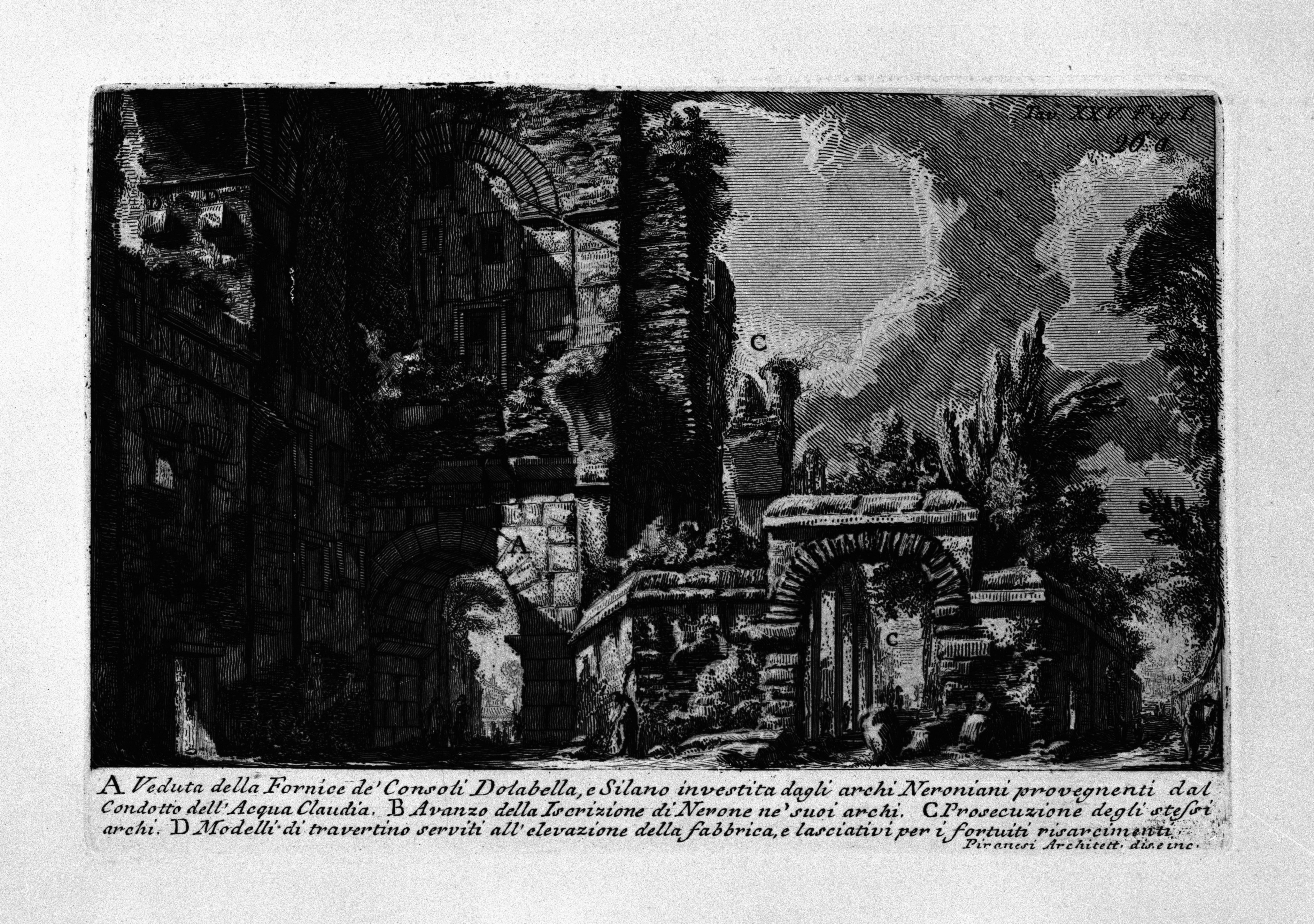
L'arc de Dolabella et Silanus et arche de l'aqueduc sur une gravure du Piranèse.